# Meedhuizen
Meedhuizen est un village qui fait partie de la commune de Delfzijl dans la province néerlandaise de Groningue.